# Elatostema dissectum
Elatostema dissectum es una especie de planta del género Elatostema, perteneciente a la familia Urticaceae.

## Taxonomía
Elatostema dissectum fue descrita por Hugh Algernon Weddell en 1856.

## Distribución
Se encuentra en el territorio de Nepal hasta el sur de China e Indochina.